# DVD
DVD je digitalni pomnilniški medij. Na videz je zelo podoben starejšemu sorodniku, CD-ju. Pomembna razlika med njima je v gostoti zapisa. Kratica ima dva pomena. Prvotni pomen je bil Digital Video Disc, sodobni pa je Digital Versatile Disc. Obstaja več vrst medijev oziroma formatov zapisa DVD. Najbolj znani so DVD-Video, DVD-Audio, DVD-ROM, DVD-RAM, DVD±R in DVD±RW. Obstajajo tudi dvoslojni in dvostranski. V tem primeru prejmejo več kot slabih 18 GB podatkov. 

## Zgodovina (razvoj)
Svoj pohod je DVD začel na začetku 90. let v računalnikih. Njegov prednik (CD) namreč ni zadostoval potrebam filmske industrije. Med pobudniki sta se izoblikovala dva tabora. Sony in TDK sta bila steber prvega tabora, Toshiba in Time Warner pa steber drugega. Filmska industrija je, zaradi slabih izkušenj pri videorekorderjih, pritisnila nanje, da poenotijo standard (1995). Prvi zapisovalniki oziroma pekači so prišli na tržišče leta 1999. Njihova cena je bila sprva zelo visoka. Na področju distribucije filmov in videoiger DVD plošče danes počasi nadomešča tehnologija Blu-ray Disc.

## DVD disk kapaciteta
|                               | Enoplastni=ena plast | Enoplastni=ena plast | Dvoplastni=dve plasti zgoščeni | Dvoplastni=dve plasti zgoščeni |
| Fizična velikost              | GB                   | GiB                  | GB                             | GiB                            |
| ----------------------------- | -------------------- | -------------------- | ------------------------------ | ------------------------------ |
| 12 cm, enostranski            | 4.7                  | 4.38                 | 8.5                            | 7.92                           |
| 12 cm, dvostranski            | 9.4                  | 8.75                 | 17.1                           | 15.93                          |
| MiniDVD ali 8 cm, enostranski | 1.4                  | 1.30                 | 2.6                            | 2.42                           |
| 8 cm, dvostranski             | 2.8                  | 2.61                 | 5.2                            | 4.84                           |

### Velikostna numenklatura
| DVD vrsta                                                    | Ime    |
| ------------------------------------------------------------ | ------ |
| enostranski, enoplastni                                      | DVD-5  |
| enostranski, dvoplastni                                      | DVD-9  |
| dvostranski, enoplastni                                      | DVD-10 |
| dvostranski, dvoplastni na prvi strani , enoplastni na drugi | DVD-14 |
| dvostranski,dvoplastni na obeh straneh                       | DVD-18 |

## Regijska zaščita DVD
Posnet DVD medij je lahko zaščiten z regijsko kodo in ga je možno predvajati le na predvajalnikih, ki so zaklenjeni z isto kodo. Na ta način proizvajalci za vsak trg na svetu lahko izdelajo specifičen DVD. DVD-ji v različnih regijah se tako razlikujejo po:
- datumu izdaje
- vsebini
- ceni,...

Oznake regij so naslednje:
- Regija 0: Možno predvajanje na vseh DVD predvajalnikih.
- Regija 1: ZDA, Kanada, Bermudi
- Regija 2: Evropa, Saudova Arabija, Jemen, Združeni arabski emirati, Sirija, Turčija, Južna Afrika,...

- Regija 3: Jugovzhodna Azija
- Regija 4: Avstralija, Nova Zelandija, Srednja Amerika, Južna Amerika
- regija 5: afriške države, Indija, države bivše ZSSR, Severna Koreja, Indija, Sejšeli
- Regija 6: LR Ljudska republika Kitajska
- Regija 7: ni uporabljena, namenjena za uporabo v prihodnosti
- Regija 8: Mednarodna območja, kot so potniške ladje in letala

Mnenja o regijski zaščiti DVD-jev so deljena. Zagovorniki, ki so pobudniki regijskega kodiranja (predvsem gre za založnike in velike filmske studie) trdijo, da je regijska zaščita pomemben element boja proti piratstvu. 
Nasprotniki pa trdijo, da je regijsko kodiranje v nasprotju z določili svetovne trgovine in zato so v nekaterih državah na voljo DVD predvajalniki, ki niso zaklenjeni na nobeno regijsko kodo.
Kljub temu, da morajo v večini delov sveta biti DVD predvajalniki zaklenjeni z regijsko kodo področja, kjer se prodajajo, pa obstajajo znani postopki, kako odstraniti regijsko kodo in tako omogočiti prtedvajanje DVD medijev vseh regij. 